# 新屋村 (群馬県)
新屋村（にいやむら）は群馬県の南西部、甘楽郡に属していた村。

## 地理
- 河川：鏑川、天引川

## 歴史
- 1889年（明治22年）4月1日 町村制施行により、白倉村、庭谷村、造石村、金井村、天引村が合併し、北甘楽郡新屋村が成立する。
- 1897年（明治30年）5月10日 上野鉄道（現：上信電鉄） 高崎 - 福島（現：上州福島）間が開業する。
- 1915年（大正4年）7月31日 新屋駅（現：上州新屋駅）開業。
- 1950年（昭和25年）4月1日 北甘楽郡が甘楽郡と改称する。
- 1959年（昭和34年）2月1日 小幡町、福島町の一部と合併し甘楽町となる。

## 交通

### 鉄道
- 上信電鉄
  - 上信線：上州新屋駅